# Hermandad del Gran Poder y la Esperanza Macarena (Barcelona)
La Pontificia y Real Hermandad y Cofradía de Nazarenos de Nuestro Padre Jesús del Gran Poder y María Santísima de la Esperanza Macarena es una cofradía de culto católico que tiene su sede canónica en la iglesia de San Agustín de la ciudad de Barcelona, en la comunidad autónoma de Cataluña (España).
Tiene como titulares a Jesús del Gran Poder y a María Santísima de la Esperanza Macarena, con las que participa en la Semana Santa en Barcelona, realizando su estación de penitencia la tarde de Viernes Santo.

## Historia

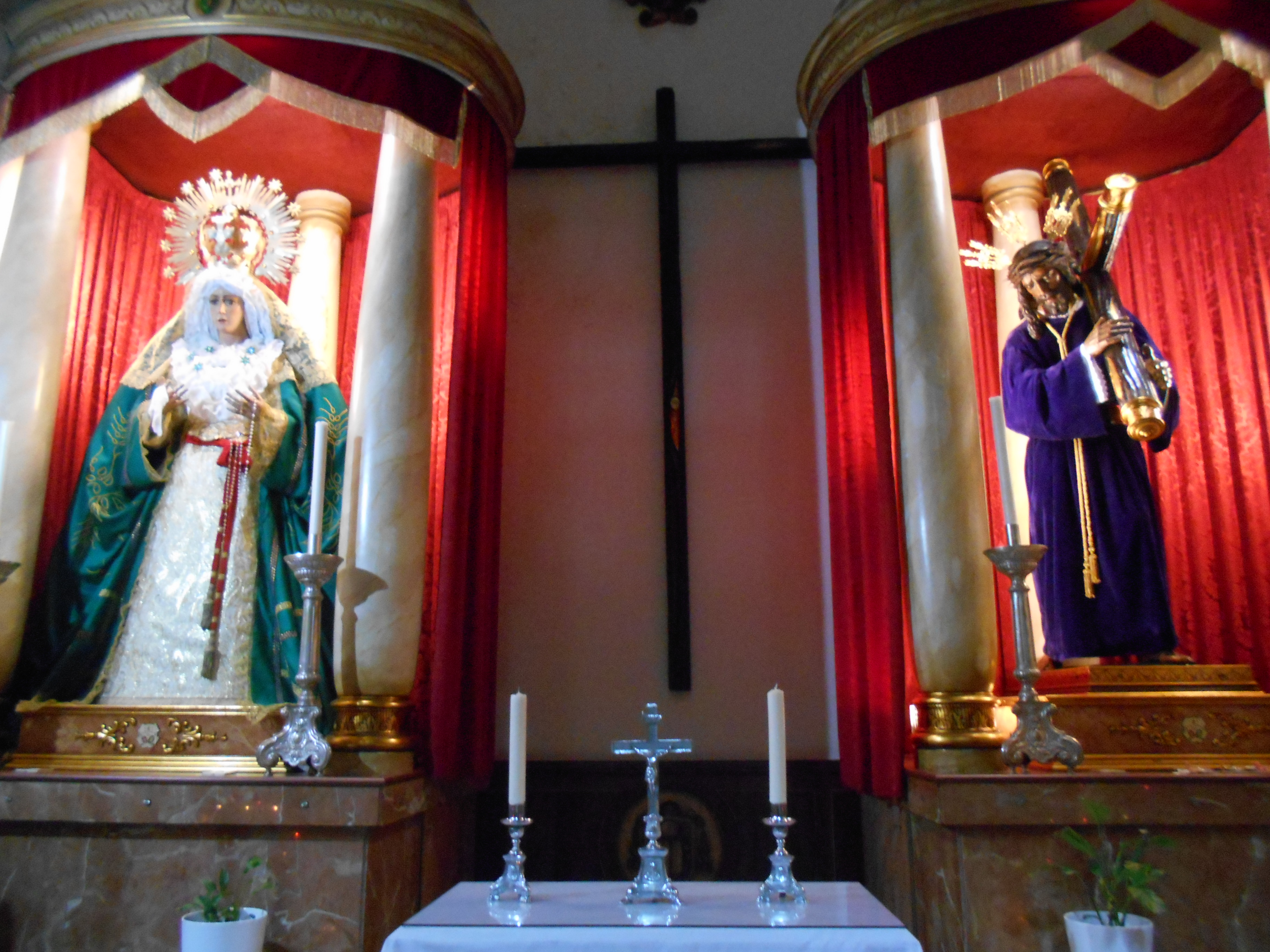
El Gran Poder y la Esperanza Macarena en sus retablo.

La hermandad fue fundada por un grupo de andaluces radicados en Barcelona, motivados por la devoción que profesaban a María Santísima de la Esperanza Macarena de Sevilla, perteneciente a su Hermandad de la Macarena, que concedió su consentimiento en 1965. Fue erigida bajo el nombre de Cofradía de Nazarenos del Santo Rosario y María Santísima Nuestra Señora de la Esperanza, eligiendo como sede canónica la basílica de Santa María del Pino.
Posteriormente cambió su sede a la iglesia de San José y Santa Mónica, y en 1971 se incorporó la advocación de Jesús del Gran Poder que se veneraba en la ciudad de Sevilla. 
Finalmente instauró su sede en la actual iglesia, y a ella perteneció el cardenal-arzobispo Marcelo González Martin (obteniendo el título de pontificia). Además, pertenecen a ella otras personalidades públicas como Pascual Maragall, Jordi Pujol o los Reyes de España, por lo que obtuvo el título de real.